# R4M 로켓

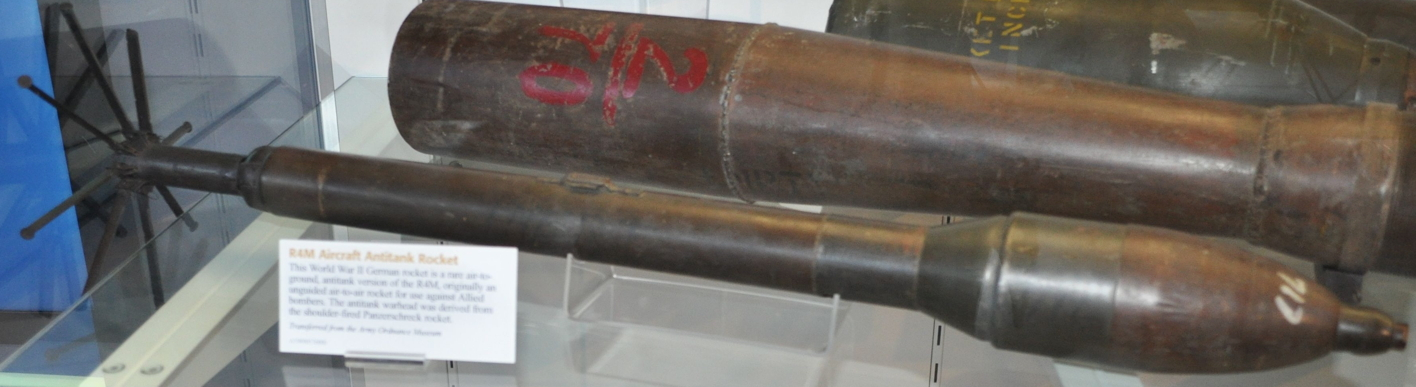
R4M 공대공로켓

R4M 로켓은 발사되었을 때 연기의 흔적 때문에 '허리케인'이라는 별명을 가지고 있는 최초의 실용화된 '공대공유도탄(anti-aircraft rocket)이다.
제2차 세계 대전 말기에 독일공군에 의해 개발되어 전쟁의 말기에 짧은 시간동안 사용되었다. 전쟁후 1940년대와 50년대의 전투기의 장착될 공대공유도탄의 설계에 기초를 마련하는 역할을 했다.
- 개발과 실전- R4M로켓은 독일공군에 의해 연합군의 폭격기를 저지하기 위해 개발되었다. 개발은 20mm MG/151/20 기관포로 시작되었다. 그러나 MG151/20은 평균 23발을 쏴야지만 B17 폭격기를 격추시킬수 있었는데 그것은 힘든 일이었다. 그래서 30mm MK108 기관포로 제배치되었으며, 이것은 3발이면 충분했다. 하지만 더 무겁고 장착이 힘들었고 1-2발 맞추는 것도 쉬운일은 아니었다. 더군다나 낮은 포구속도(muzzle velocity)로 인해 전투기가 폭격기에게 아주 가까워져 버리므로 방어기총좌에 걸려 격추되기 일수였다. 그래서 Mk103기관포를 개발하였다. 발사속도는 빨라졌으나, 문제는 무게와 크기가 너무 큰것이었다. 
해결책은 기관포대신에 고체연료를 사용하는 로켓엔진(로켓중에 고체 연료를 사용하면 로켓모터라 불린다)을 이용하여 기관포의 탄두를 통해 날려보내는 것이었다. 그래서 R4M은 55mm의 고폭탄(Hexogen explosive charge)을 장착하였다. 무게는 3.2kg였으며 1발이면 폭격기를 날려보낼수 있게 되었다. 그리고 사정거리는 1,000m로 연합군 폭격기의 방어무기로부터 충분히 멀어서 발사할 수 있었다. 포대(battery)에 각 12발의 로켓, 즉24발을 발사하면 1,000m거리에 있는 표적은 초토화를 시킬수가 있었다. 
- 구조와 탄두의 종류- 
로켓은 간단한 철제관(steel tube)으로 되어있었고, 안정화를 위해 떨어져 나가는 핀이 꼬리에 있었다. 탄두는 두종류가 있는데 일반적인 PB3는 0.4kg의 고폭탄이 들어있어 공대공 목적으로 사용되었고, 판처슈렉(Panzerschreck)에 사용된것과 같은 끝이 날카로운 탄두로 되어있는 PB2는 대전차(영어:anti-tank) 목적으로 사용되었다.

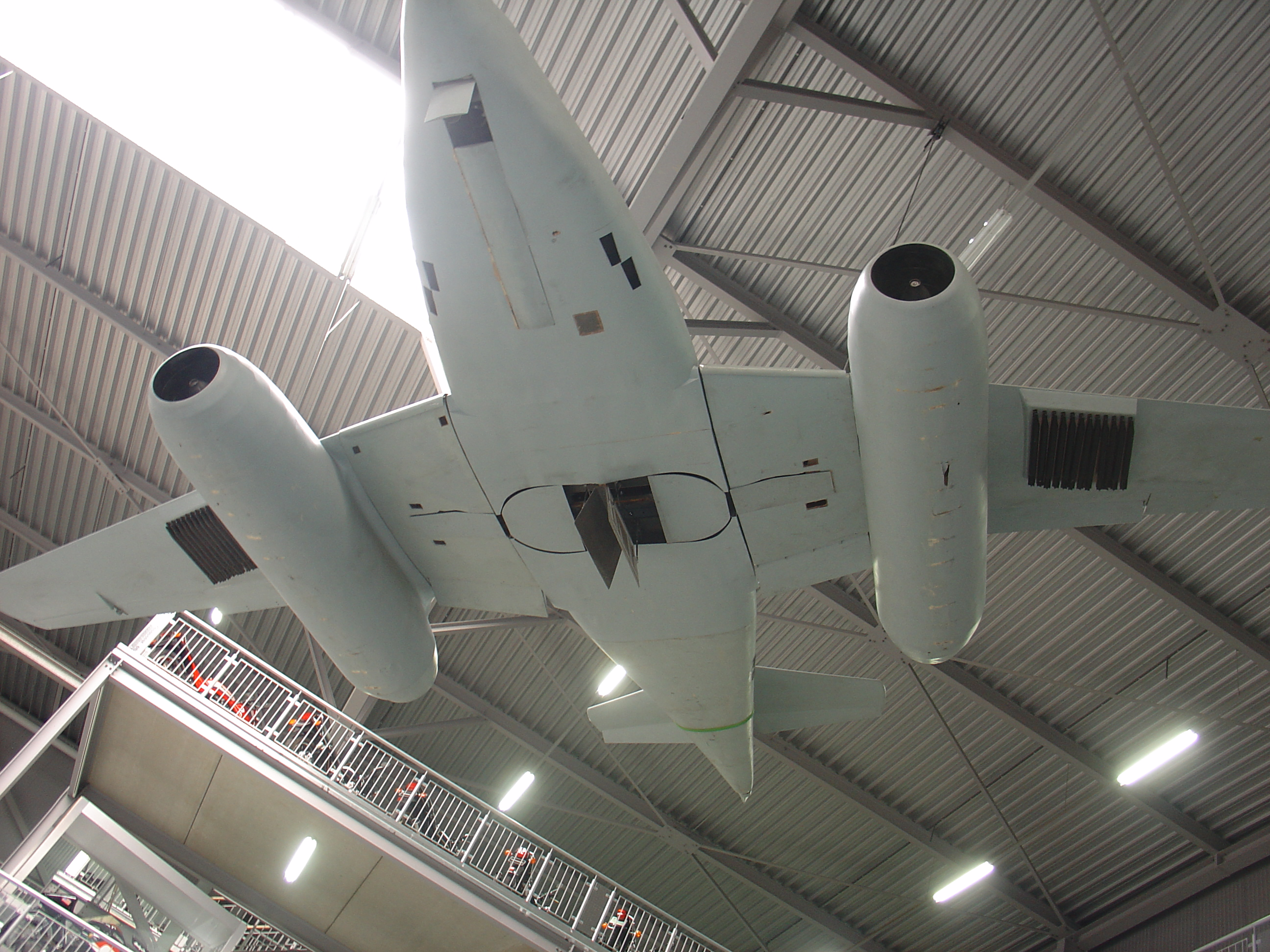
R4M의 장착대가 있는 메서슈미트 Me 262

- 장착된 비행기-  아주 적은수의 비행기에 장착되었는데 "메서슈미트 Me 262"와 포케불프 Fw 190에 장착되었고 둘다 날개밑의 나무로 되어있는 선반(Racks)에 장착되었다.
- ME262 Schwalbe Jet Fighter / Bomber

- Bachem 349 Natter                                                                                                                                                           1945년 4월, R4M이 장착된 Me262가 30대의 B17폭격기를 격추하였다고 보고되었다. 이를 위한 희생은 단지 전투기3대 격추였을 뿐이었다. 하지만 연합군측의 기록으로는 5대의 B17폭격기가 격추된 것으로 나온다. R4M을 사용해본 조종사들은 전투에서 발사후 유선조종이 아니라서 중간에 표적에 못다을수도 있는 것과 레비 조준기(Revi gunsites)에 대한 불만을 애기하였다. 또한 1,000m의 유효사거리에 도달하기 전에 움직임이 정지되어 버리는 일도 있어 대략 600m전에서 발사되었다.

-종전- 전쟁이 끝나자 미군은 R4M을 연구하여 70mm FFAR(Fin Folding Aerial Rocket)과 127mm의 Zuni를 개발한다.
원문 : http://www.tarrif.net/wwii/guides/a2g_rockets.htm
```
        
https://web.archive.org/web/20120114230647/http://www.stormbirds.net/tech_r4m_rocket.htm

        
http://www.answers.com/topic/r4m-rocket
```

- R4M의 개량형인 70mm FFAR을 발사중인 F86

- Me262에서 발사되어 적 비행기를 격추시키는 장면